# رودخانه‌های ایمان
«The Rivers of Belief» یا «رودخانه‌های ایمان»، آهنگی خلق‌شده به وسیلهٔ پروژهٔ موسیقی انیگما در سال ۱۹۹۱ می‌باشد. «رودخانه‌های ایمان»، آخرین تک‌آهنگی از MCMXC aD بود که عرضه می‌شد. هم‌چنین این آهنگ در نسخهٔ اصلی آلبوم، آخرین ترانه بود و آلبوم را با جملهٔ «We'll rest in peace, on my rivers of belief» (یعنی: ما آرام خواهیم گرفت، روی رودخانه‌های ایمان من) به پایان می‌برد. به نظر می‌آید که مایکل کرتو، خالق انیگما در این آهنگ قصد داشته است به نوعی پیروز واقعی را در جنگ میان شهوانیت و ایمان، که اصلی‌ترین موضوع آلبوم MCMXC aD است، ایمان بیان کند.

## فهرست آهنگ‌ها
- «The Rivers of Belief» - (نسخهٔ Radio Edit) - مدت: ۴:۲۴
- «The Rivers of Belief» - (نسخهٔ Extended Version) - مدت: ۷:۴۹
- «Knocking on Forbidden Doors» - مدت: ۳:۴۶